# Indice d'intégrité écologique
Un  Indice d'intégrité écologique   (IIE ou IBI pour Index of Biological Integrity pour les anglophones), aussi appelé  indice d'intégrité biotique, est un outil scientifique d'évaluation environnementale (outil méthodologique, parfois associé à un outil logiciel et souvent à une cartographie SIG) visant à identifier et hiérarchiser les problèmes de fragmentation écologique à diverses échelles écopaysagères.

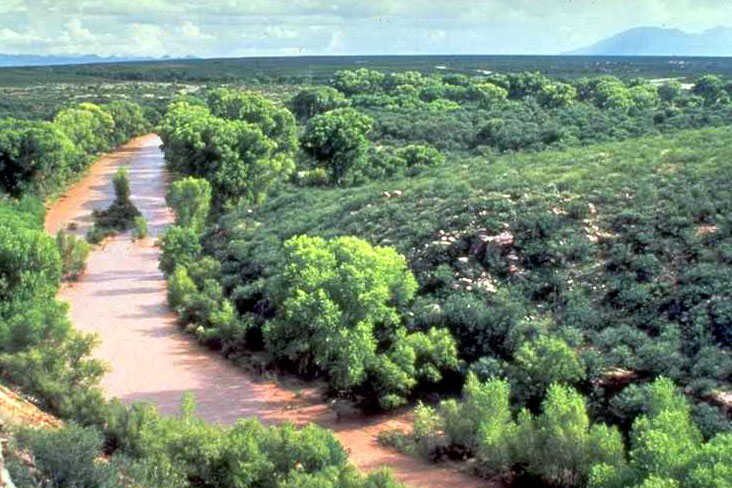
Une turbidité anormale (ici de la Muddy River) est un des exemples de facteurs pouvant affecter l'intégrité écologique d'un cours d'eau. Un IIE ne mesure pas la turbidité, mais ses effets directs et indirects, combinés à ceux de tous les autres paramètres influençant la biodiversité fonctionnelle du cours d'eau

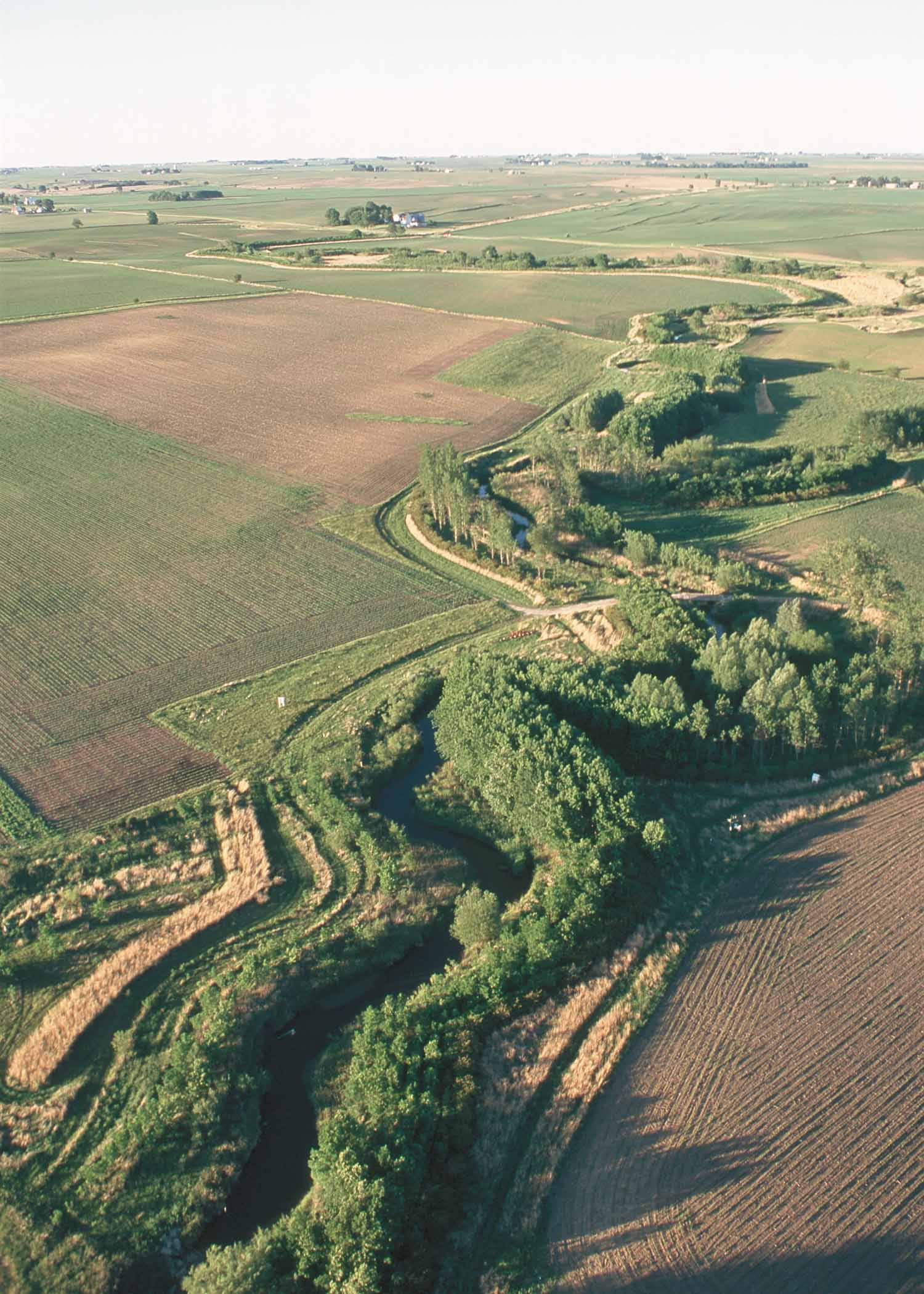
Ce même indice (IIE) pourra permettre d'évaluer l'efficacité ou la pertinence de mesures compensatoires ou de gestion restauratoire telle que l'établissement de zones-tampons de type ripysilves ou bandes enherbées, à condition de pouvoir distinguer la part de différents facteurs d'influence

Le principe de base est que l'intégrité écologique d'un milieu et sa bonne insertion fonctionnelle dans le réseau écologique global sont des éléments essentiels au bon état écologique que l'on cherche à retrouver (en Europe via la Directive cadre sur l'eau par exemple). 

Cette approche est un peu plus large et globale que  la méthode des indices biotiques (ex : Indice  biologique global normalisé ou IBGN) développée et utilisée en France et en Europe, également d'abord pour l'évaluation de la qualité des eaux superficielles.
Ces systèmes d'évaluation visent à calculer et représenter, ou modéliser l'impact cumulé des facteurs d'influence anthropiques sur le fonctionnement des écosystèmes (zone biogéographique, cours d'eau, plan d'eau, forêt, littoral, etc.).

## Histoire
Ces indices sont en cours de développement, notamment en Amérique du Nord pour différents types d'écosystèmes. 
Ils ont d'abord et surtout concerné les cours d'eau ; afin d'y évaluer l'impact et la gravité des facteurs de fragmentation physique et écologiques (c'est-à-dire affectant le fonctionnement des écosystèmes, même sans barrières physique ou visible), par exemple à cause des barrages physiques ou phénomènes de canalisation ou tubage, ou encore à cause de barrières induites par des pollutions chimiques, thermiques, agricoles (engrais, pesticides), microbiennes ou physiques (turbidité, pollution lumineuse, assèchement avec exondation, chute du taux d'oxygène, dystrophisation, etc.), dérangement… 

## Principes généraux
Pour évaluer au mieux (quantitativement et qualitativement) les changements de composition des communautés biologiques (changements anormaux, et normaux, c'est-à-dire liés aux saisons et aux cycles de perturbations du milieu naturel), l'écologue doit disposer d'un suivi temporel de données, ou pouvoir comparer les données d'un instant T à un modèle de ce qui est supposé devoir être présent dans l'écosystème étudié (écopotentialité).
Ces systèmes d'indices sont fondés sur les principes de l'écologie du paysage et ils sont renseignés par des données issues de la biosurveillance et bioindication. 

Ils sont conçus pour refléter la complexité de la réalité écologique et non uniquement basés, comme les systèmes des années 1970-1990, sur les données ponctuelles de mesure de pollution, données souvent lacunaires et ne disant rien des synergies complexes qui caractérisent les systèmes naturels. 
Ils se basent sur la description statistique d'échantillonnages d'espèces (présence/absence, taux de couverture…) en leur donnant une valeur représentative.
Ils sont renseignés par des données issues de la biosurveillance et bioindication. Ils s'appuient parfois sur des modélisations et études d'écopotentialité ou de naturalité.

## Limites
- Il ne peut exister d'IBI universel. Chaque indice doit être adapté au milieu qu'il vise à décrire, mais des constantes existent par type de milieu en fonction des conditions biogéographiques.
- Les mesures de bases doivent être régulièrement réitérées pour mettre le diagnostic à jour. Ces mesures exigent un suivi rigoureux des protocoles et des tests confirmant la validité d'une évaluation.
- Les IBIS sont spécifiques à une région et nécessitent des professionnels formés afin de fournir des données de qualité nécessaire au calcul d'un score, car les communautés varient naturellement comme le font des échantillons prélevés sur une population plus large nécessaire à la production de statistiques robustes.
- Les IBIS apportent des preuves de bon état écologique quand celui-ci-existe. Quand l'écosystème est dégradé, ils apportent des indices et constats de dysfonctionnement et peuvent souvent localiser l'origine d'un problème, mais ils n'expliquent généralement pas la cause spécifique de la déficience (elle est d'ailleurs souvent multifactorielle). 
Les IBIS peuvent toutefois compléter ou orienter les tests physico-chimiques et autres approches classiques.

## Domaines d'application
Pour l'instant, aux États-Unis notamment, ces approches sont considérées comme les plus "puissantes" pour identifier les dégradations systémiques de  la santé des systèmes biologiques, surtout dans le domaine de la qualité de l'eau ou des zones humides. 

Les "IBIS" y sont par exemple de plus en plus impliqués dans l'identification des "points noirs", dans l'évaluation des processus de restauration et de gestion de la qualité de l'eau, dans le cadre du " Clean Water Act#Water Quality Standards Program " imposés par la loi sur l'eau (Clean Water Act).

## Avantages
Contrairement aux simples test physicochimiques d'échantillons d'air, eau, sols, sédiments, qui ne peuvent donner qu'une vision instantanée et locale de taux de contaminants, un IBI produit un indice d'impact net intégré sur toute la structure de la communauté biologique. 
Bien que l'absence totale, y compris  la disparition soudaine d'une communauté d'espèces ne soit pas un indicateur absolu, il constitue un indice puissant de présence d'un polluant ou facteur de stress environnemental. Les espèces les plus touchées, et le type d'impact (mutations, mortalités, maladies) apportent aussi des informations sur la ou les cause(s) possible(s).
Le concept d'IBI, tel que développé en Amérique du Nord, a été formulée par le Dr James Karr en 1981,, qui utilisait comme indice la richesse des communautés de poissons, algues, macroinvertébrés,   nymphes (éventuellement inventoriées via les exuvies de Chironomidae ou libellules), plantes vasculaires et les combinaisons de ces indices.

## Protocoles de Biosurveillance
Ces protocoles de bioévaluation doivent être rigoureux. Ils ont été publiés et parfois simplifiés pour une utilisation dans différents types de masses d'eau et par écorégion. 
Le plus connu est le Rapid Bioassessment Protocol pour l'évaluation des fleuves et rivières, validé par l'EPA (United States Environmental Protection Agency). 
Ce type de protocole fournit une base solide pour la création d'un IBI adapté à l'évaluation initiale d'un milieu ou contexte particulier, mais également pour évaluer l'efficacité de mesures de réparation. Il peut inclure des indices basés sur la richesse de taxons (espèces, genres, familles etc.) et la proportion des taxons tolérants ou intolérants à la pollution ou à certains stress (température, pollution lumineuse, apports de sel de déneigement, etc.).

## Développement professionnel ou amateurs
Il est possible de créer ou adapter des IBIS pour les mettre à portée d'un personnel de surveillance ayant une formation minimale, ou pour les utiliser dans un dispositif de science participative (généralement avec des associations naturalistes et un encadrement par des amateurs éclairés ou confirmés).  La précision obtenue est alors inférieure à celle réalisée par des professionnels formés, mais il est alors parfois plus facile d'acquérir une grande quantité de données. 
La robustesse du protocole et du dispositif (cf erreurs potentielles d'identification ou de mesure de certaines variations discrètes)  nécessite un examen approfondi et un contrôle de la qualité effectué par des experts avant, pendant et après le travail, pour maintenir l'intégrité des données et vérifier l'analyse des résultats. 
Le recours à des bénévoles formés (parataxonomistes le cas échéant) peut être organisé par les organismes officiellement responsables de la surveillance des plans d'eau (ex : des « local volunteer stream monitoring programs ». Dans le Minnesota, l'agence AAM (Pollution Control Agency) a par exemple développé des programmes locaux d'évaluation environnementale basé sur le bénévolat. 

L'EPA a publié un guide pour aider les programmes impliquant la production  d'indice biotique par le bénévolat et pour qualifier les résultats afférents

## Valeur de preuve, valeur juridique
Même si les programmes de type IBIS sont juridiquement recevables devant les tribunaux des États-Unis, la défense de la validité de leurs conclusions, quand elles sont uniquement basées sur le travail de bénévoles, sera probablement difficile. La tendance est donc à l'encadrement par des professionnels des IIE faits par des bénévoles.
La cohérence entre de nombreux IBIS produits à partir des données recueillies par des professionnels reconnus sera plus concluante.  

Par exemple ; les indices (scores) concernant les cours d'eau évalués par les IBIS en Amérique du Nord ont mis en évidence une altération significative des cours d'eau, voir un effondrement local des écosystèmes (collapsus écologique) partout où plus de 10 à 15 % du contexte paysager local (micro bassins hydrographique) est imperméabilisé (par l'urbanisation, les zones d'activités, les parkings, etc.). Identifier les raisons précises et chaines d'impacts et conséquences de ces déficiences, et comprendre d'éventuelles exceptions à ces tendances, sont des défis majeurs pour la recherche universitaires qui est confrontée aux jeux de synergies et d'effets cumulatifs dans les bassins hydrographiques. Ceci est nécessaire au développement de l'écotechnie, du génie écologique, des approches HQE (écoquartiers en particulier) ou de gestion restauratoire, en particulier pour une gestion moins nuisante des eaux pluviales et des surfaces de ruissellement (qui accumulent la pollution pour la relarguer brutalement lors des  épisodes pluvieux).